# Dunningen (havezate)

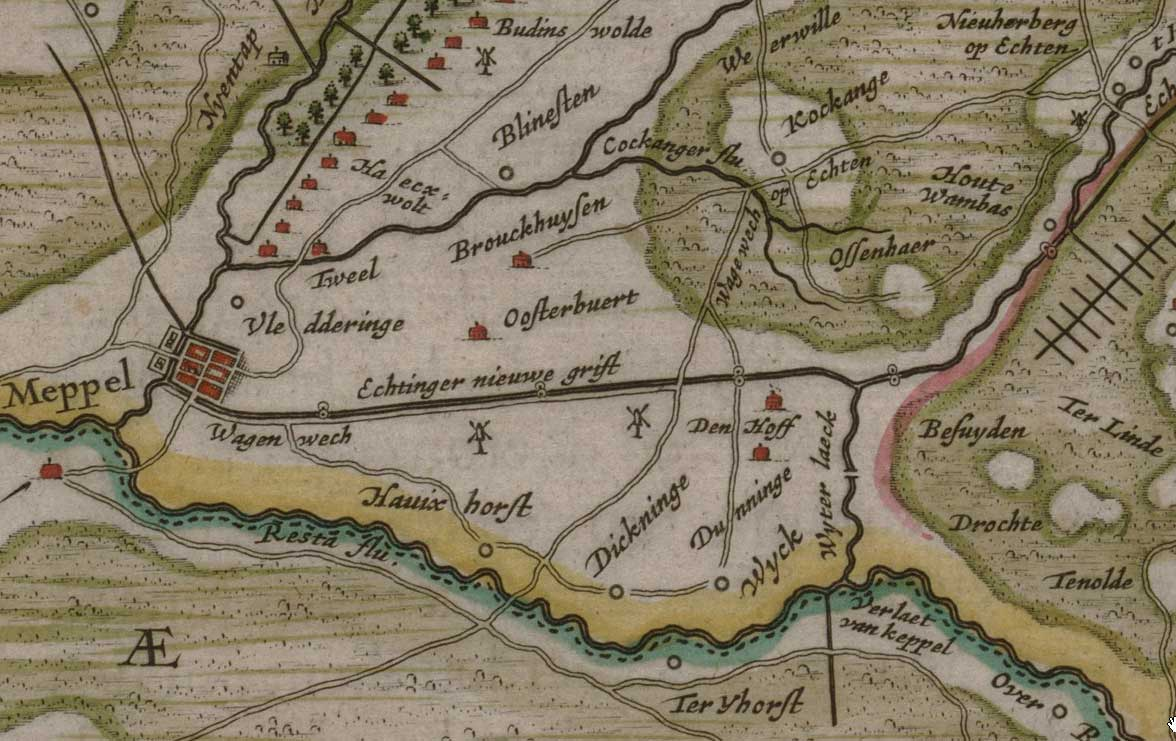
De buurschap Dunningen op een kaart getekend door Cornelis Pijnacker uit 1634 in de atlas van Blaeu

Dunningen was een havezate in de gelijknamige buurschap tussen het Drentse dorp de Wijk en de Overijsselse plaats IJhorst in het Dieverderdingspel, nabij het riviertje de Reest.
Het is onbekend wanneer het huis op het landgoed Dunningen werd gebouwd. Vermoedelijk bestond er al een middeleeuwse bebouwing. Een imposante havezate is Dunningen nooit geweest. Het lijkt meer een politiek instrument geweest te zijn om via het bezit van deze havezate toegang tot de Ridderschap van Drenthe te verkrijgen. Dat lukte in 1604 toen de toenmalige eigenaar, Johan van den Camp, belastingvrijdom kreeg voor de havezate Dunningen.
In de tweede helft van de 17e eeuw werd de oude bebouwing afgebroken en vervangen door een nieuwe havezate. Vanwege financiële problemen moest de havezate verkocht worden en kwam deze in het bezit van Cornelis van Dongen tot de Oldengaerde. In de 18e eeuw maakten de Van Dongens op grond van het bezit van de havezate Dunningen deel uit van de Ridderschap.
Via vererving kwam Dunningen in handen van Edzard Jacob Tjarda van Starkenborgh. Deze liet rond 1780 een nieuw herenhuis bouwen en verzocht om verlegging van het recht van havezate naar het nieuwgebouwde huis. Na het overlijden van Tjarda van Starkenborch en zijn echtgenote Rutgera Christina Elizabeth van Dongen werd het huis rond 1793 verkocht aan de patriot en lid van de Loffelijken Etstoel der Landschap Drenthe, mr. Wijncko Tonckens. De nieuwe eigenaar liet de havezate afbreken.
Huis te Ansen · Batinge · Ter Borch · Huis ten Clooster · Kasteel van Coevorden · Dunningen · Huis te Echten · Entinge · Huis ter Hansouwe · Havixhorst · De Kinkhorst · De Klencke · Laarwoud · Lemferdinge · Mensinga · Mensinge · Oldengaerde · Oldenhave · Overcinge · Huis te Peize · Rheebruggen · Huis te Westervelde · Vledderinge · Westrup · Wittesheuvel